# Kebonpeuteuy
Kebonpeuteuy is een bestuurslaag in het regentschap Cianjur van de provincie West-Java, Indonesië. Kebonpeuteuy telt 7421 inwoners (volkstelling 2010).